# Türkische Lobby in den Vereinigten Staaten
Die türkische Lobby in den Vereinigten Staaten ist eine Lobby, die an der Förderung der türkischen Interessen bei der amerikanischen Regierung arbeitet. Die türkische Lobby zählt zu den zehn größten ausländischen Lobbygruppen in den USA.

## Stärke
Im August 2007 hatten professionelle Lobbyisten mehr Kontakte zu Mitgliedern des Kongresses als Lobbyisten, die für irgendeine andere ausländische Regierung arbeiten.
Einer der bekanntesten Lobbyisten für die Türkei ist der armenisch-aramäische Buchautor Edward Tashji.

## Bemühung gegen die Anerkennung des Völkermords an den Armeniern
Die türkische Lobby arbeitete intensiv daran, Passagen der US House Resolution 106 zu verhindern, der Resolution der Vereinigten Staaten zum Völkermord an den Armeniern. 2010 erregte die Resolution zum Armeniergenozid einen „aggressiven Druck“ bei der türkischen Regierung und ihrer Lobbyfirma, die von Richard A. Gephardt geleitet wird. Die Public-Relations-Firma Fleishman-Hillard schloss ebenfalls einen Vertrag mit der Türkei im Wert von mehr als 100.000 US-Dollar im Monat. Ein Kontingent von Mitgliedern des türkischen Parlaments besucht regelmäßig Washington, D.C., um im Namen der türkischen Sichtweise Lobbyismus zu betreiben.
Die türkische Regierung gab über das letzte Jahrzehnt Millionen für Washington aus, der größte Teil davon nur für das Problem um den Völkermord. Der derzeitige Lobbyist des Landes, die Gephardt Group, sammelt über 70.000 US-Dollar im Monat, ausschließlich im Dienste der Regierung in Ankara.

## Ausgaben
Gemäß der ProPublica ist die Türkei einer der „Top Player im Foreign Agent Lobbying“, da sie allein in den Jahren 2007 und 2008 über 3.524.632 US-Dollar nur dafür ausgab, bei der amerikanischen Regierung Lobbyismus zu betreiben. 2009 gab die türkische Lobby fast 1,7 Millionen US-Dollar aus, um amerikanische Offizielle zu beeinflussen, wobei sie einige Interessen nahöstlicher Staaten teilt. Lobbyisten sind unter anderem der ehemalige Kongressabgeordnete Dick Gephardt und der ehemalige Kongressabgeordnete Bob Livingston.
Die Regierung der Türkei habe gemäß der Sunlight Foundation jedes Jahr durchweg Millionen für gut vernetzte Washingtoner Lobbyfirmen ausgegeben.